# Damalis femoralis
Damalis femoralis är en tvåvingeart som beskrevs av Ricardo 1925. Damalis femoralis ingår i släktet Damalis och familjen rovflugor. Inga underarter finns listade i Catalogue of Life.